# Saison 1 de Shake It Up
Chronologie
Saison 2
Cet article présente les épisodes de la première saison de la série Shake It Up.

## Distribution

### Acteurs principaux
- Bella Thorne : CeCe Jones
- Zendaya : Rocky Blues
- Adam Irigoyen : Deuce Martinez (sauf 6,12,17)
- Davis Cleveland : Flynn Jones (sauf 6)
- Kenton Duty : Gunther Hessenheffer (sauf 7,9,10,12,13,15,16,19,21)
- Roshon Fegan : Ty Blue (sauf 6,9,13,21)
- Caroline Sunshine : Tinka Hessenheffer (sauf 7,9,10,13,15,16,18,19)

### Acteurs récurrents
- R. Brandon Johnson : Gary Wilde (sauf 11,20)
- Anita Barone : Georgia Jones (sauf 3,5,6,8,9,10,11,13,14,15,18,19)
- Buddy Handleson : Henry Dillon (épisodes 4-19 sauf 6,7,8,9,11,12,13,14,15,16,17,18)
- Ainsley Bailey : Dina Garcia (épisodes 10-19 sauf 11,12,14,15,16,17,18)

## Épisodes

### Épisode 1:Les auditions
- États-Unis : 7 novembre 2010 sur Disney Channel
- France,  Suisse,  Belgique : 20 avril 2011 sur Disney Channel
- Québec : 28 août 2012 sur VRAK.TV[1]

- États-Unis : 6,2 millions de téléspectateurs

- Caroline Sunshine (Tinka Hessenheffer)
- R. Brandon Johnson (Gary Wilde)
- Anita Barone (Georgia Jones)

### Épisode 2:Le premier compte en banque
- États-Unis : 14 novembre 2010 sur Disney Channel
- France,  Suisse,  Belgique : 27 avril 2011 sur Disney Channel France
- Québec : 4 septembre 2012 sur VRAK.TV

- États-Unis : 4,1 millions de téléspectateurs

- Caroline Sunshine (Tinka Hessenheffer)
- R. Brandon Johnson (Gary Wilde)
- Anita Barone (Georgia Jones)
- Les Quest Crew (Danseurs de Shake It Up Pitsburg)
- Sophia Taylor Ali (Tasha Brooks)
- Jodi Taffel (Serveuse)
- Jack Plotnick (Phil Shuts)

### Épisode 3:Le marathon de danse
- États-Unis : 21 novembre 2010 sur Disney Channel
- France,  Suisse,  Belgique : 4 mai 2011 sur Disney Channel France
- Québec : 11 septembre 2012 sur VRAK.TV

- États-Unis : 4,3 millions de téléspectateurs

- Caroline Sunshine (Tinka Hessenheffer)
- Anita Barone (Georgia Jones)
- R. Brandon Johnson (Gary Wilde)
- Renée Taylor (Mme Locassio)

### Épisode 4:Cece s'emmêle les pinceaux
- États-Unis : 28 novembre 2010 sur Disney Channel
- France,  Suisse,  Belgique : 11 mai 2011 sur Disney Channel France
- Québec : 18 septembre 2012 sur VRAK.TV

- États-Unis : 3,8 millions de téléspectateurs

- Caroline Sunshine (Tinka Hessenheffer)
- R. Brandon Johnson (Gary Wilde)
- Anita Barone (Georgia Jones)
- Buddy Handleson (Henry Dillon)

### Épisode 5:Les inséparables
- États-Unis : 5 décembre 2010 sur Disney Channel
- France,  Suisse,  Belgique : 18 mai 2011 sur Disney Channel France
- Québec : 25 septembre 2012 sur VRAK.TV

- États-Unis : 4,3 millions de téléspectateurs

- Caroline Sunshine (Tinka Hessenheffer)
- Kent Boyd (Kent Boyd)
- Buddy Handleson (Henry Dillon)
- Fred Stoller (Sensei Ira)

### Épisode 6:Mon idole
- États-Unis : 9 décembre 2010
- France,  Suisse,  Belgique : 25 mai 2011
- Québec : 2 octobre 2012

- Caroline Sunshine (Tinka Hessenheffer)
- R. Brandon Johnson (Gary Wilde)
- Chris Trousdale (Justin Starr)
- Stephanie Lemelin (Karen, l'assistante de Justin)

### Épisode 7:Une fête décevante
- États-Unis : 12 décembre 2010
- France,  Suisse,  Belgique : 1er juin 2011
- Québec : 9 octobre 2012

- États-Unis : 3,7 millions de téléspectateurs

- Caroline Sunshine (Tinka Hessenheffer)
- R. Brandon Johnson (Gary Wilde)
- Anita Barone (Georgia Jones)

### Épisode 8:Prêtes à tout pour rester
- États-Unis : 9 décembre 2010
- France,  Suisse,  Belgique : 8 juin 2011
- Québec : 16 octobre 2012

- Caroline Sunshine (Tinka Hessenheffer)
- R. Brandon Johnson (Gary Wilde) et Jordan Nichols (Joshua)

### Épisode 9:Rocky, la rebelle
- États-Unis : 9 janvier 2011
- France,  Suisse,  Belgique : 15 juin 2011
- Québec : 23 octobre 2012

- États-Unis : 4,1 millions de téléspectateurs

- Cat Deeley (Ms. Winslow)
- Buddy Handleson (Henry)

### Épisode 10:La marieuse
- États-Unis : 23 janvier 2011
- France,  Suisse,  Belgique : 22 juin 2011
- Québec : 30 octobre 2012

- États-Unis : 4,3 millions de téléspectateurs

- Buddy Handleson (Henry)

### Épisode 11:Quel talent!
- États-Unis : 20 février 2011
- France,  Suisse,  Belgique : 24 août 2011
- Québec : 6 novembre 2012

- États-Unis : 4 millions de téléspectateurs

- Caroline Sunshine (Tinka Hessenheffer)

### Épisode 12:Chaud devant
- États-Unis : 27 février 2011
- France,  Suisse,  Belgique : 31 août 2011
- Québec : 13 novembre 2012

- États-Unis : 3,7 millions de téléspectateurs

- Caroline Sunshine (Tinka Hessenheffer)
- Anita Barone (Georgia Jones)
- Carla Renata (Lyla)

### Épisode 13:Le concours de beauté
- États-Unis : 6 mars 2011
- France,  Suisse,  Belgique : 14 septembre 2011
- Québec : 20 novembre 2012

- États-Unis : 3,8 millions de téléspectateurs

- Caroline Sunshine (Tinka Hessenheffer)
- R. Brandon Johnson (Gary Wilde)

### Épisode 14:Mauvais conseils
- États-Unis : 20 mars 2011
- France,  Suisse,  Belgique : 21 septembre 2011
- Québec : 27 novembre 2012

- États-Unis : 3,6 millions de téléspectateurs

- Caroline Sunshine (Tinka Hessenheffer)
- R. Brandon Johnson (Gary Wilde)

### Épisode 15:Les meilleures amies du monde
- États-Unis : 10 avril 2011
- France,  Suisse,  Belgique : 28 septembre 2011
- Québec : 4 décembre 2012

- États-Unis : 3,7 millions de téléspectateurs

- Caroline Sunshine (Tinka Hessenheffer)
- R. Brandon Johnson (Gary Wilde)
- Anneliese van der Pol (Ronnie)
- Meagan Holder (Angie)

### Épisode 16:Course d'obstacles
- États-Unis : 1er mai 2011
- France,  Suisse,  Belgique : 5 octobre 2011
- Québec : 11 décembre 2012

- États-Unis : 3,1 millions de téléspectateurs

- A (Tinka Hessenheffer)
- R. Brandon Johnson (Gary Wilde)

### Épisode 17:Fête chez les Hessenheffer
- États-Unis : 12 juin 2011
- France,  Suisse,  Belgique : 12 octobre 2011
- Québec : 18 décembre 2012[2]

### Épisode 18:Rocky part pour New York
- États-Unis : 17 juin 2011
- France,  Suisse,  Belgique : 19 octobre 2011
- Québec : 10 décembre 2013[3]

- États-Unis : 4,1 millions de téléspectateurs

### Épisode 19:L'anniversaire
- États-Unis : 10 juillet 2011
- France,  Suisse,  Belgique : 23 novembre 2011
- Québec : 11 décembre 2013[3]

- Caroline Sunshine (Tinka Hessenheffer)
- R. Brandon Johnson (Gary Wilde)
- Maggie Wheeler (Mrs. Garcia)
- Ainsley Bailey (Dina)
- Buddy Handleson (Henry)

### Épisode 20:C'est les vacances!
- États-Unis : 24 juillet 2011
- France,  Suisse,  Belgique : 7 décembre 2011
- Québec : 17 décembre 2013[3]

- États-Unis : 4,1 millions de téléspectateurs

- Caroline Sunshine (Tinka Hessenheffer)
- R. Brandon Johnson (Gary Wilde)
- Anita Barone (Georgia Jones)
- Carla Renata (Marcie)

### Épisode 21:Grippe en série
- États-Unis : 21 août 2011
- France,  Suisse,  Belgique : 14 décembre 2011
- Québec : 18 décembre 2013[3]

- États-Unis : 3,4 millions de téléspectateurs

- Caroline Sunshine (Tinka Hessenheffer)
- R. Brandon Johnson (Gary Wilde)
- Anita Barone (Georgia Jones)
- Carla Renata (Marcie)